# فردوس الجنون (رواية)
فردوس الجنون رواية للكاتب السوري أحمد يوسف داود نشرت أول مرة عام 1996. وهي ضمن أفضل مئة رواية عربية.

## أحداث الرواية
اعتمد الكاتب في بداية الرواية أسلوبا ذكيا ومبتكرا لم تعهده الرواية العربية في ذاك الوقت، حيث تبدأ من وجهة نظر الشخصية الثانية في الرواية (سرحان) الشخصية الغامضة التي تؤثر محوريا في دور الشخصيات الأخرى رغم انها ليست ببروز شخصية (بليغ) التي تعدُّ الشخصيّة الأولى.
تدور أحداث الرواية حول (بليغ) الشاب الذي اغترب وسجن وفر من السجن بمساعدة أحد رجال الشرطة. ويلتقي في طريق هروبِهِ (سرحان) بمحض المصادفة ـ والتي يكشفُ القارئ لاحقاً بأنّها لم تكنْ مصادفة أبدا ـ ويقودُ سرحانُ بليغاً إلى شجرتِهِ الغريبة التي تعد المنطلق لجميع الاحداث الحساسة في الرواية ومنتهاها.
هناك يتعرَّف (بليغ) على مجموعةٍ غريبةٍ ومثيرةٍ من الأصدقاء لينشئَ معهم أغرب العلاقات الإنسانية التي تحملُهُ إلى مغامرات لا تصدق، تكشف فيما بعد عن طينة البطل وعقده التي جسد بها الكاتب الشخصية المضطربة المتناقضة.
تغوص الرواية في النفس الإنسانية بشكل بليغ وترسل العديد من الرسائل التي تتعدد قراءاتها. وتتناول العديد من المواضيع كالسادية، والقدر والتضحية والصداقة.